# メルセデス・ベンツ・C291
メルセデス・ベンツ・C291は、メルセデス・ベンツが1991年のスポーツカー世界選手権 (SWC) 参戦用に製作したグループC・カテゴリー1仕様のスポーツプロトタイプカーである。

## 概要
モノコックはイギリスのDPS社に外注したカーボン製で、エンジンは180度V型12気筒のM291型エンジンを使用。このM291型エンジンは非常に独特であり、3気筒分のヘッドとブロックが一体化された「モノブロック」を4つ組み合わせて12気筒とし、クランクシャフトの中間からギアで出力を取り出すセンターアウトプットとなっていた。ラジエーターはC11ではフロントに配置されていたがC291からコックピット側面に移された。
サスペンションは前後ともプルロッド式だが、リヤはディフューザーに干渉しないようにコイルダンパーがトランスミッション上部に配置される特異なデザインになっている。またトランスミッションは横置きで、当時F1で標準となっていたエンジンとデファレンシャルギアの間にトランスミッションを配置するレイアウトと、シーケンシャルシフトを採用している。タイヤはグッドイヤーを採用。ブレーキはブレンボ製でパッド、ローターともカーボン製である。
V型180度という特異なエンジンレイアウトを採用したのは通常のV型エンジンでは不可能な理想的なディフューザー形状（エンジンがディフューザーの上に乗るようなデザインを計画していた）を実現するためであったが、技術的課題を乗り越えることができずポルシェ・956のようにエンジンを傾けて搭載しディフューザーの面積を確保することになった。フロントのダウンフォースはフロントカウル上部のウイングによって獲得している。
コンピュータシステムはモトロニックを開発したエンジニアがボッシュからTAGに移籍したため、1991年からTAGと共同開発したものを使用している。テレメトリー・システムはメルセデスTAGトロニックと呼ばれるもので、前年までのテレメトリーでは大半のデータをピットストップ時にECU（エレクトリック・コントロールユニット）から取り出していたが、メルセデスTAGトロニックではリアルタイムでデータをピットで受信できるようになっていた。

## 戦績
ザウバー・メルセデスは1991年のSWCにC291をフルエントリーさせたが、マシンの信頼性が低くジャガー・XJR-14、プジョー・905に対して苦戦を強いられることになる。
シーズン前半、1989年、1990年と2年連続WSPCのドライバー・タイトルを獲得しているジャン＝ルイ・シュレッサーと、ヨッヘン・マスの乗る1号車はC11を使用し、2号車のカール・ヴェンドリンガー/ミハエル・シューマッハ組のみC291を使用した。
開幕戦鈴鹿、第2戦モンツァと2戦続けて序盤にリタイアした後、第3戦シルバーストンで初めて完走し、ジャガーから1周遅れの2位に入った。
第4戦ル・マンでメルセデス・ベンツはC11を使用したため、C291は予選を走っただけだった。
第5戦ニュルブルクリンクから1号車もC291を使用するようになった。このレースからC291はエンジン、モノコック、フロントウインドウなどが軽量化され、エンジンの出力も向上した。このモディファイによりこれまでジャガーに対し予選で約3秒の差をつけられていたものが、約1秒程度にまで差を縮められるようになった。しかし信頼性の低さは相変わらずで、ニュルブルクリンク、続く第6戦マニクール、第7戦メキシコと3戦連続で全滅という結果に終わった。
シーズン最終戦のオートポリスの予選ではアンダーステアに苦しみ、予選順位でこれがデビューレースのトヨタ・TS010にも後れを取る状況だった。しかしレースでは2号車がC291にとっての初優勝を飾り、1号車も5位入賞と初めて2台共完走した。
メルセデスは1991年のSWCにC291を延べ11台出走させたが、完走したのは僅か3台のみだった。C291の信頼性の低さについてメルセデスは、エンジンのシリンダーブロックの精度に問題があったとしている。この事はシーズン半ばには気づいていたが、それまでに製作した部品については使わざるをえなかったという。